# Fan Chuo
Fan Chuo (chinesisch 樊綽 / 樊绰, Pinyin Fán Chuò; spätes 9. Jahrhundert) war ein Sekretär in Jiedu (chinesisch 節度 / 节度, Pinyin jié dù, eine Art Provinz, ähnlich wie das byzantinische Thema) in Hanoi.
Diese Provinz der chinesischen Tang-Dynastie lag an der Grenze zu Nanzhao. Fan Chuo hatte dadurch Zugang zu Dokumenten beider Staaten aus erster Hand. Später, nachdem Hanoi erobert worden war, zog er nach Guangzhou. Dort schrieb er ein Buch mit dem Titel Manshu (Buch der südlichen Babaren), das er 862 fertigstellte (chinesisch 蠻書 / 蛮书, Pinyin mánshū). Das Buch enthält wertvolle Informationen zu den Nanzhao und anderen Völkern südwestlich von China.